# Người "bạn" trong tưởng tượng
Những người "bạn" tưởng tượng (tiếng Anh: Imaginary) là bộ phim kinh dị siêu nhiên của Hoa Kỳ ra mắt năm 2024 được đạo diễn và sản xuất bởi Jeff Wadlow với kịch bản do Wadlow, Greg Erb và Jason Oremland chấp bút. Đây là sản phẩm được đồng sản xuất bởi Jason Blum dưới tên hãng Blumhouse Productions và Tower of Babble. Phim sẽ có sự tham gia diễn xuất của DeWanda Wise, Tom Payne, Taegen Burns, Pyper Braun, Matthew Sato, Veronica Falcón và Betty Buckley. Bộ phim sẽ là câu truyện xoay quanh một người phụ nữ trẻ trở về lại ngôi nhà thơ ấu của mình và tại nơi đây cô đã phát hiện ra rằng những người bạn tưởng tượng của cô con gái kế của cô, Chauncey, thực sự tồn tại và nó đang cảm thấy phiền hà về sự hiện diện của cô.
Những người "bạn" tưởng tượng được công chiếu tại Hoa Kỳ bởi Lionsgate vào ngày 8 tháng 3, 2024. Bộ phim đã nhận được nhiều phản hồi tích cực từ các nhà phê bình và thành công thu về được doanh thu là 35 triệu Đô la Mỹ.

## Diễn viên
- DeWanda Wise thủ vai Jessica,[4] vợ của Max và là mẹ kế của Taylor và Alice
- Pyper Braun thủ vai Alice,[5] cô con gái nhỏ của Max, con gái kế nhỏ của Jessica và em gái của Taylor
- Tom Payne thủ vai Max,[5] chồng của Jessica và là ba của Taylor và Alice, người đang là một nhạc sĩ
- Betty Buckley thủ vai Gloria,[5] hàng xóm của Jessica và là người chăm sóc cô hồi nhỏ
- Taegen Burns thủ vai Taylor,[5] cô con gái lớn của Max, con gái kế lớn của Jessica và chị gái của Alice
- Matthew Sato thủ vai Liam,[5] hàng xóm và là bạn của Taylor
- Verónica Falcón thủ vai Bác sĩ Alana Soto,[5] một nhà trị liệu
- Dane DiLiegro thủ vai Gấu Chauncey,[6] người bạn tưởng tượng của Jessica và Alice